# Tenque
Tenque (em francês: Tenke) é uma cidade na província de Lualaba, no sul da República Democrática do Congo.
Assentada em ricas áreas minerais, sua mais importante mina é a de Tenque Fungurume.
Outra marcante característica da cidade é que a mesma é uma grande junção da rede ferroviária transcontinental africana, na medida em que liga a Ferrovia Cabo-Cairo ao Caminho de Ferro de Benguela.